# Гайдарабад (округ, Індія)
Гайдарабад (тел. హైదరాబాదు, гінді हैदराबाद, англ. Hyderabad district, India) – округ у штаті Телангана, Індія. Площа округу складає 217 км², населення – 3,943,323 осіб. Столицею округу є місто Гайдарабад.

## Міста
- Боудга-Наґар
- Бовенпаллі
- Гайдарабад
- Міяпур
- Моула-Алі
- Райдурґ
- Рісала-Базар
- Тірумалаґірі